# Bobrowniki

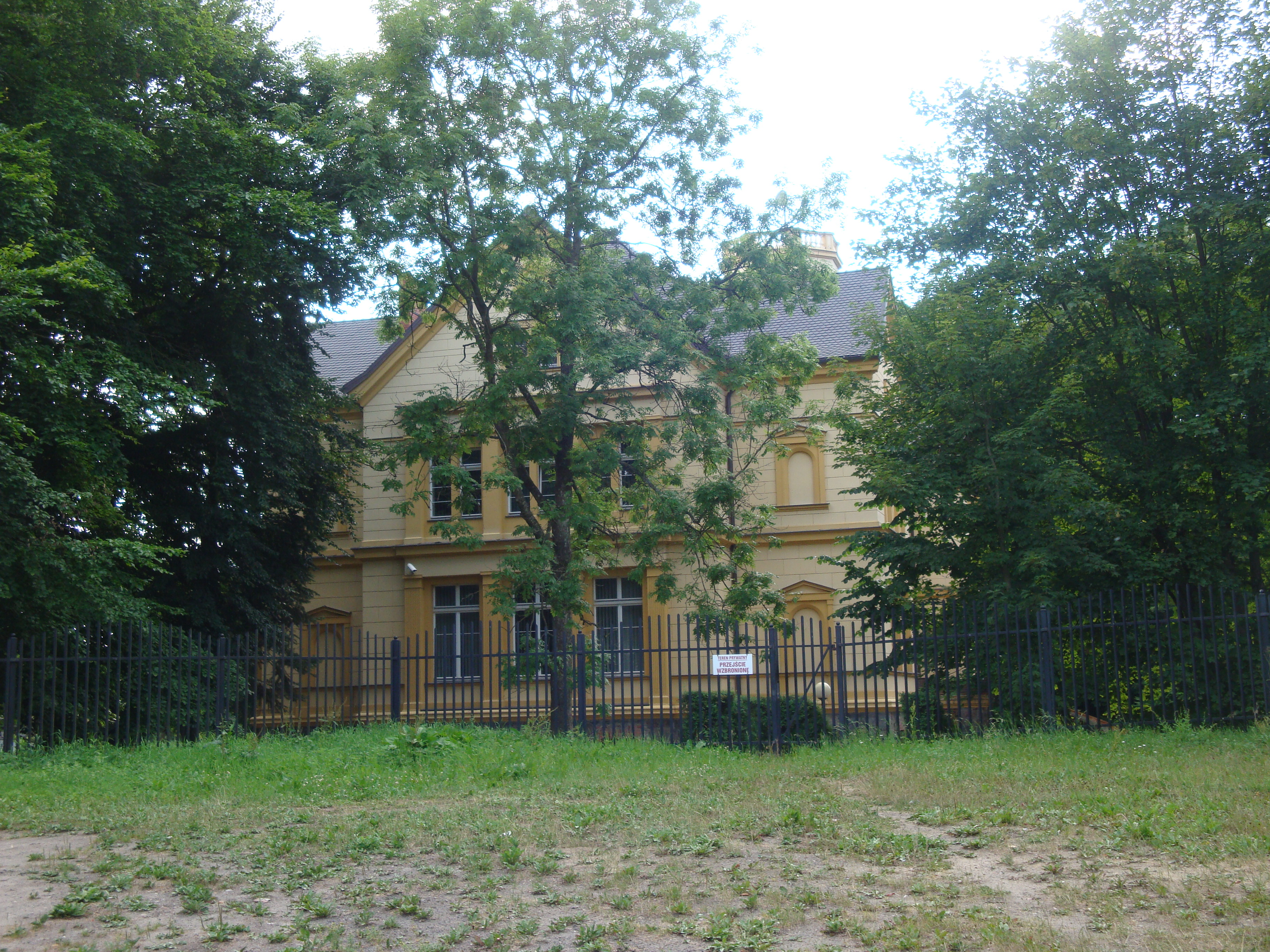
Antigua casa señorial bajo protección perteneciente a la finca Bewersdorf.

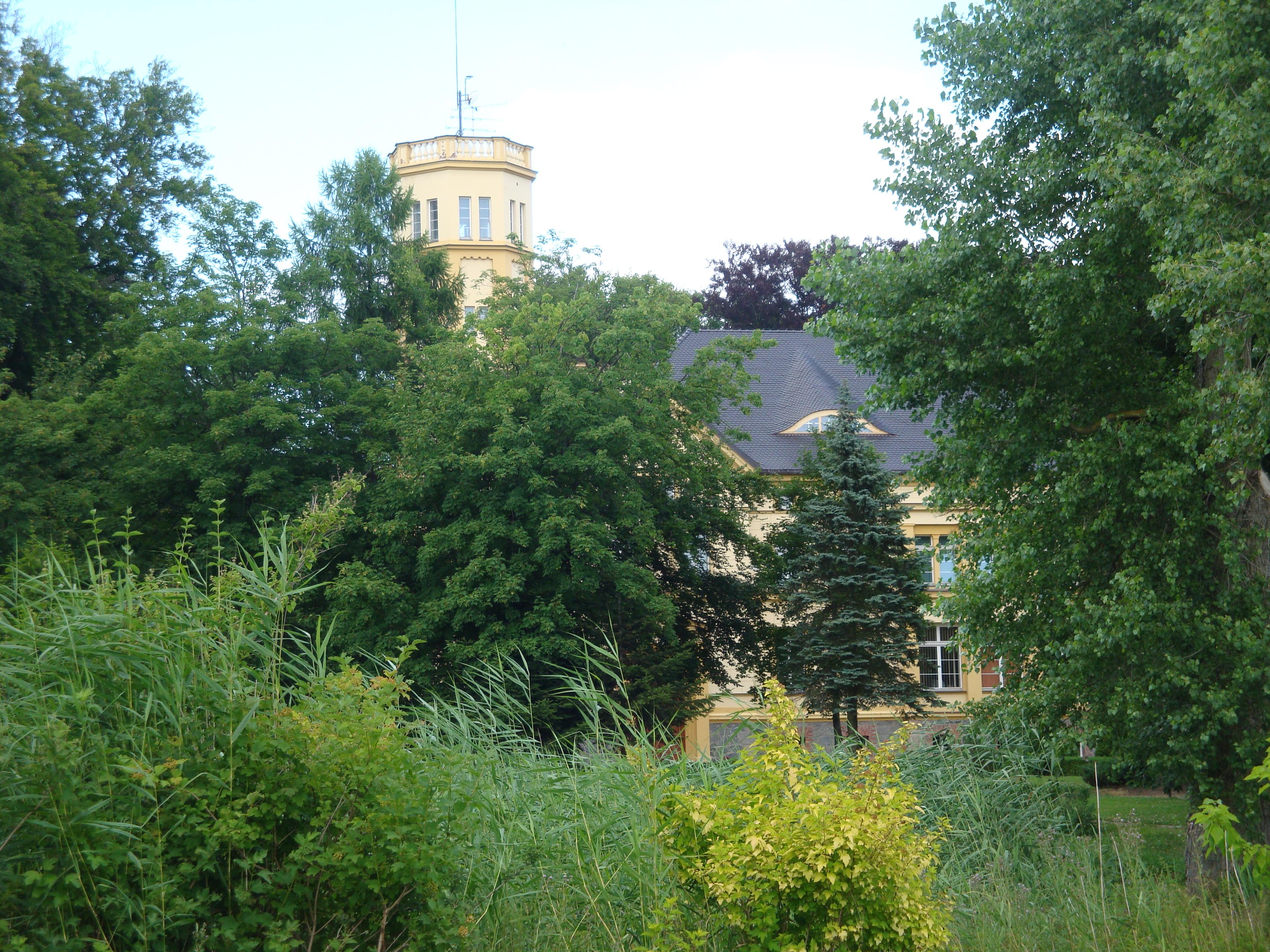
Antigua casa señorial, vista del lateral.

Bobrowniki (en alemán Bewersdorf, en casubio Béwerzderp) es un pueblo polaco en el condado de Słupski, en el voivodato de Pomerania, que pertenece a la comuna de Damnica.

## Situación geográfica y comunicaciones
Bobrowniki pertenece a la Pomerania Central, en la orilla occidental del río Łupawa, cerca del vado fluvial hacia la población vecina, Damno. Hasta la capital del condado, Słupsk, son 26 kilómetros en dirección sudoeste.
A través del pueblo conduce una carretera secundaria que une Stara Dąbrowa —en la Carretera nacional 6 de Szczecin a Gdansk, hoy también denominada Ruta europea 28— con Główczyce  —en la Carretera regional 213, de Celbowo a Słupsk.
La estación de tren más cercana se encuentra en Damnica, a cinco kilómetros, en la línea de Gdańsk a Stargard Szczeciński.
El nombre alemán es único y no se repite, pero la denominación polaca se encuentra veinte veces en Polonia.

## Historia
El señorío de Bewersdorf es mencionado como feudo en los siglos XV y XVI. Más tarde se convirtió en feudo de la casa de Zitzewitz. De 1563 hasta el siglo XIX fue propiedad de la casa de Somnitz. 
En 1784 había una granja, sede del señor, cinco labradores, un «medio agricultor», cuatro jornaleros, una herrería y un maestro, con un total de 28 fuegos. Se incluía en el pueblo la colonia de Neu Bewersdorf.
En 1809 el señorío pasó a manos de Ernst Gustav von Mitzlaff de Wiatrowo, que también poseía Damno y Wielka Wieś. El 4 de septiembre de 1829 se firmó la vuelta al tratamiento feudal de la granja y los labradores
En 1857 se creó la granja Skibin y en 1864/65 se construyó el palacio señorial con una torre de 30 metros de alto, en medio de uno de los bosques de hayas más bonitos de Pomerania. La vuela a una regulación feudal se firmó el 4 de septiembre de 1829. Tras 1875, el pueblo cambió de manos con frecuencia. El último propietario fue desde 1924 Wilhelm Steifensand de Komnino. La propiedad tenía 843 hectáreas, con 450 hectáreas cultivables.
En 1910, Bewersdorf tenía 368 habitantes. En 1925 poseía 27 casas. La superficie del pueblo era de 1094 hectáreas. El número de habitantes era en 1933 de 356 y descendió en 1939 a 295.
Antes de 1945, el pueblo pertenecía al Landkreis Stolp en el Regierungsbezirk Köslin de la provincia prusiana de Pomerania. El distrito de Bewersdorf estaba formado por seis comunas:
| - Bewersdorf (Bobrowniki) - Dammen (Damno) - Labehn (Łebień) | - Lojow (Łojewo) - Viatrow (1938-45 Steinfurt, Wiatrowo) - Vieschen (Wiszno) |

Hacia finales de la II Guerra Mundial, el Ejército rojo ocupó el pueblo en la noche del 9 de marzo de 1945. El inspector de la propiedad, Paeth, fue asesinado de un tiro. La granja y la casa señorial fueron saqueadas y parte del contenido enviado a la Unión Soviética. Los soldados soviéticos permanecieron hasta 1951/52. Después el pueblo pasó a manos polacas. Bajo la presión de las fuerzas de ocupación, muchos vecinos habían abandonado el pueblo. Posteriormente se expulsaron los habitantes alemanes a la República Federal, 180 personas, y a la República Democrática, 50 habitantes.
Bewersdorf fue renombrado como Bobrowniki. El pueblo es hoy parte de la gmina de Damnica, en el condado de Słupski, en el voivodato de Pomerania (1975–1998 voivodato de Słupsk).
En 2017 el pueblo eligió como alcalde a Łukasz Włodarczyk, un biólogo abiertamente gay que se había casado poco antes en Escocia. El hecho saltó a las noticias internacionales debido a que Włodarczyk obtuvo 700 votos a favor y uno en contra, un hecho insólito en un país conocido por su conservadurismo.

## Religión
La población de Bewersdorf era antes de 1945 prácticamente sin excepción evangélica. En 1925 se contó a un habitante católico. El pueblo pertenecía, junto con otros trece lugares, a la parroquia de Damno, en el distrito eclesial de Słupsk, en la provincia eclesiástica de Pomerania de la Iglesia evangélica de la Unión prusiana.
Desde 1945 los habitantes de Bobrowniki son mayoritariamente católicos. El pueblo pertenece a la parroquia católica de Damno y al decanato de Główczyce, en el obispado de Pelplin de la Iglesia católica de Polonia. Los habitantes evangélicos pertenecen a la parroquia de la iglesia de la Cruz de Słupsk, en la diócesis de Pomerania-Gran Polonia de la Iglesia evangélica de Augsburgo en Polonia.

## Escuela
En 1932, en la escuela popular de tres niveles de Bewersdorf enseñaban dos profesores en tres clases a 73 escolares. Para niños de familias alemanas que habían permanecido tras la Guerra, se abrió en 1951 una escuela alemana, que se mantuvo unos cinco años.
Bobrowniki también es un distrito escolar al que pertenecen Skibin y Łojewo. El pueblo tiene en la actualidad 860 habitantes.